# Murphy (Santa Fé)
Murphy é uma comuna da província de Santa Fé, na Argentina.

## Religião
A localidade pertence à Diocese de Venado Tuerto da Igreja Católica. A paróquia principal é a de Santa Teresinha do Menino Jesus, que também é a santa padroeira da cidade, cuja festividade é em 1° de outubro.